# Klippegast
En klippegast er en et fiktivt væsen i Philip Pullmans trilogi om Det gyldne kompas. 
Klippegaster er den mest fremtrædende gast i bøgerne, dens eneste relaterede art er nat-gaster; rastløse spøgelser, en slags personificering af mareridt. 
Da mange af karakterne i bøgerne er vokset op i samme verden som gasterne, har de også mødt dem før; de ved hvad det er for nogle væsener og eftersom ingen karakterer på noget tidspunkt forklarer dem, kan man kun gætte.
De kan flyve og de er dødelige. Lee Scoresby, der hader at dræbe alle levende skabninger, bærer tilsyneladende ingen nag over at dræbe disse monstre. De er savlende og nyder at dræbe. I teateropsætninger er de afbilledet som hætteklædte og tildækkede, men i bogen er beskrevet med flade hoveder, store svulmende øjne og en stor frø-lignende mund. De skulle også stinke helt forfærdeligt. 
Klippegasterne kan tale, men fører ingen samtale med nogen af karakterne. De bliver hørt 2 gange: engang mens de flyver opppe i luften og den anden gang taler de indbyrdes, mens de slagter og spiser en ræv. De er ved deres første optræden, et af de magiske væsener i en af verdnerne Det Gyldne Kompas og derefter spreder sig derefter til andre verdner. Når den store krig begynder, ved man ikke hvem af parterne klippegasterne holder med, kun at de bare venter på et festmåltid efter krigen. 